# Абрамово (Дорогобузький район)
Абрамово (рос. Абрамово) — присілок в Дорогобузькому районі Смоленської області Росії. Входить до складу Васінського сільського поселення. Населення — 13 жителів (2007).

## Розташування
Розташоване в центральній частині області за 16 км на схід від Дорогобужа, за 2,5 км на південь автодороги Р134, на березі річки Зерешня. За 25 км на північ від села знаходиться залізнична станція Іздешково на лінії Москва—Мінськ.

## Історія
У роки Німецько-радянської війни присілок був окупований гітлерівськими військами в жовтні 1941 року, звільнений у вересні 1943 року .